# Gunnar Birkerts

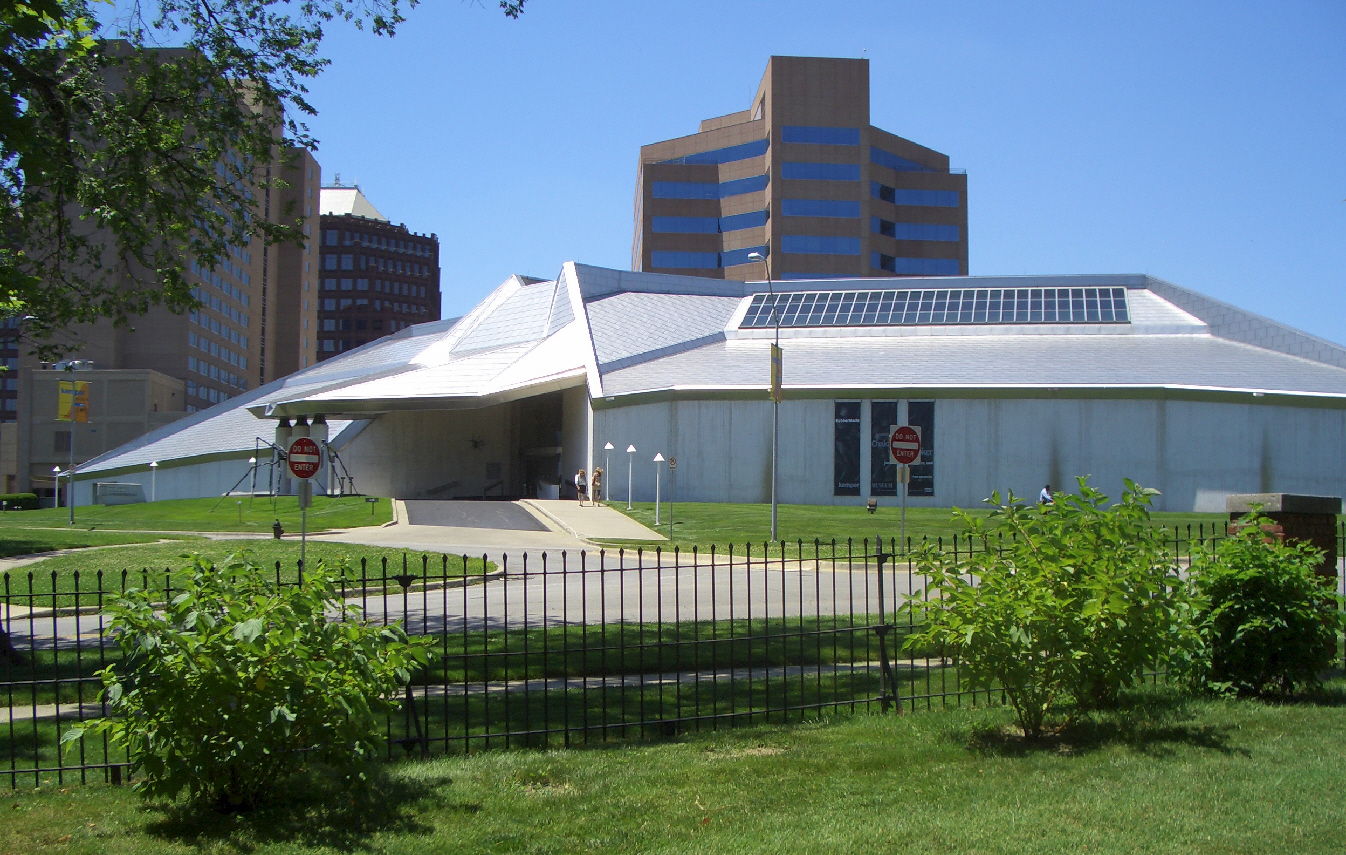
Kemper Museum of Contemporary Art, Kansas City (Missouri) (1992–1994)

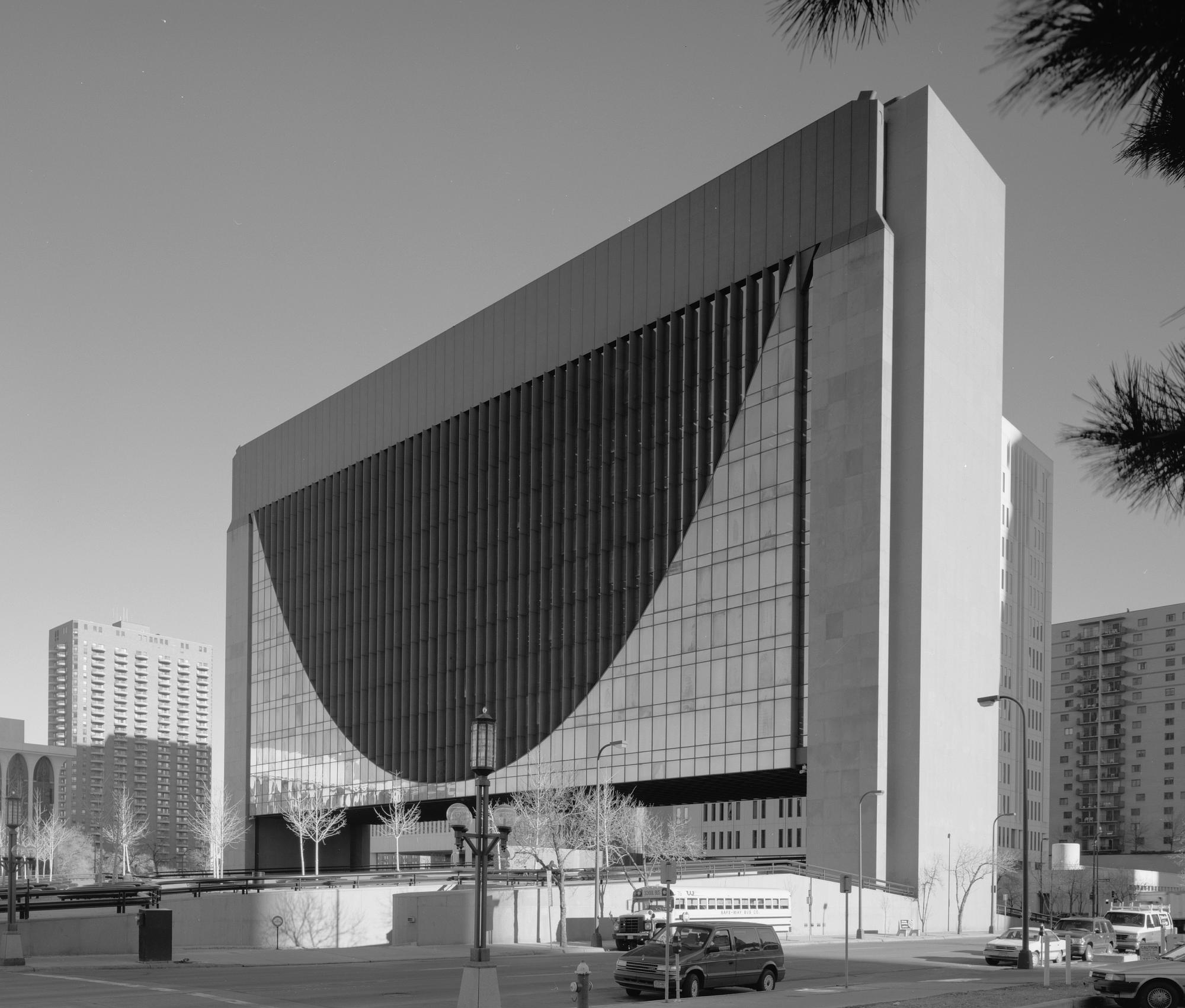
Federal Reserve Bank of Minneapolis (1973)

Gunnar Birkerts, lotyšsky Gunārs Birkerts, (17. ledna 1925 Riga, Lotyšsko – 15. srpna 2017 Needham, Massachusetts) byl americký architekt lotyšského původu.

## Životopis
Byl synem literárního vědce a folkloristy Pēterise Birkertse (1881–1956) a učitelky, jazykovědkyně a folkloristky Mēriji Saule-Sleine (rodným jménem Marija Šopa, poté provdána Bikerte). Vyrůstal v Lotyšsku a uprchl před postupující Rudou armádou na konci 2. světové války na Západ. Studoval na Technické univerzitě ve Stuttgartu, kde absolvoval v roce 1949 jako inženýr. V prosinci 1949 emigroval do Spojených států. Zde působil v kanceláři Perkins and Will, pak pracoval pro Eera Saarinena a Minoru Yamasakiho a poté si zřídil vlastní architektonickou firmu v příměstské části Detroitu.
Za své projekty získal několik národních ocenění od Amerického institutu architektů (1962, 1970, 1973). Od roku 1959 do roku 1990 vyučoval na University of Michigan. V závěru života žil v Wellesley (Massachusetts), jeho synem je literární kritik Sven Birkerts.

## Dílo (výběr)
- Contemporary Arts Museum Houston, Houston, 1970
- Corning Museum of Glass, Corning (New York), 1980
- Federal Reserve Bank of Minneapolis, dnes Marquette Plaza, Minneapolis
- Kemper Museum of Contemporary Art, Kansas City, Missouri
- Velvyslanectví Spojených států v Caracasu, Venezuela
- Rozšíření University of Michigan Law School, 1981
- Lotyšská národní knihovna, Riga, 1989, realizace 2008–2014